# 궁수자리 KW

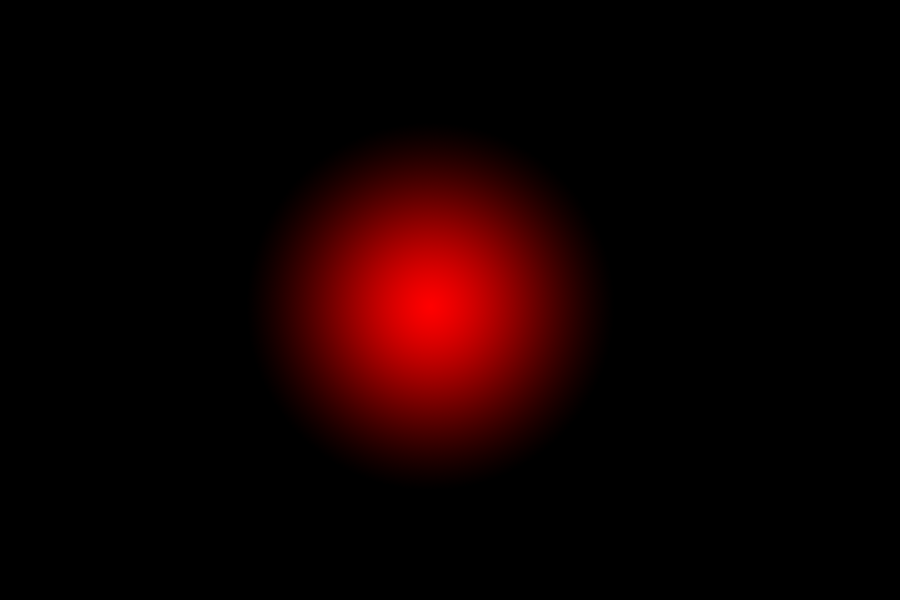

궁수자리 KW는 궁수자리 영역에 있는 적색 초거성이다. KW는 지구에서 약 9,800광년 떨어져 있으며 지금까지 관측된 항성들 중 반경이 매우 큰 것들 중 하나이다. 이 항성의 반지름은 대략 태양의 1500배 정도 될 것으로 예상되며, 만약 이 항성을 태양 대신 태양계에 갖다 놓는다면 항성의 외곽층은 목성과 토성 궤도 중간까지 뻗어 나갈 것이다.

## 같이 보기
- 적색 초거성